# Законодательное собрание Индии
Законодательное собрание Индии, или Конституционное собрание Индии — законодательный орган, который в зависимости от штата может быть либо нижней палатой (в штатах с двухпалатной структурой парламента), либо единственной палатой (в штатах с однопалатным парламентом). Данное понятие также используется для обозначения нижней палаты парламента в таких союзных территориях как Дели и Пондичерри. В 7 штатах с двухпалатной структурой Законодательным советом называют верхнюю палату парламента.
Члены Законодательного собрания являются  представителями населения штатов и избираются путем прямого голосования граждан, достигших 18 лет. Согласно Конституции Индии, Законодательное собрание должно состоять не менее чем из 60 и не более чем из 500 членов. Однако количество членов в Законодательном собрании может быть и меньше 60: исключение составляют штаты Гоа, Сикким, Мизорам и союзная территория Пондичерри. В некоторых штатах губернатор может назначить отдельного члена для представления интересов меньшинств в Собрании. Подобное может произойти, если, например, англо-индийская община посчитает, что меньшинства не получили надлежащего представления в палате. Лица, назначенные или избранные губернатором, называются членами Государственного Законодательного собрания (англ. Member of a State Legislative Assembly). Срок полномочий каждого Законодательного собрания составляет пять лет, после чего его переизбирают вновь. При введении в стране чрезвычайного положения сессия палаты либо продлевается, либо палата полностью распускается. Несмотря на то, что Законодательное собрание избирается сроком на пять лет, губернатор, по требованию главного министра, вправе распустить его еще до истечения срока. При чрезвычайном положении сессия палаты может быть продлена, однако лишь на шесть месяцев. Законодательное собрание может быть распущено большинством голосов или в случае объявления правящей партии или коалиции недоверия.

## Требования, предъявляемые к члену Законодательного собрания
Членом Законодательного собрания может стать гражданин Индии, достигший 25 лет, не имеющий психических заболеваний и не являющийся банкротом. Он также должен предоставить справку об отсутствии судимости. Ответственность за деятельность Законодательного собрания возлагается на председателя Лок Сабхи, а в его отсутствие, на заместителя председателя. Председатель занимает нейтральную сторону и проводит дискуссии и обсуждения. Обычно он является членом влиятельной политической партии. Законодательное собрание обладает теми же правовыми полномочиями, что и Раджья Сабха и Законодательный совет. Исключение составляет финансовая сфера, где высшим правом обладает только Законодательное собрание.

## Особые полномочия Государственного Законодательного Собрания
- Вотум недоверия действующему правительству может быть вынесен только на заседании Законодательного собрания. Если его поддержат большинством голосов, то главный министр и возглавляемый им (ей) Совет министров обязаны незамедлительно подать в отставку.
- Финансовые законопроекты могут быть вынесены на рассмотрение лишь в Законодательном собрании. В штатах с двухпалатной структурой парламента после принятия законопроекта в Законодательном собрании, он направляется в Законодательный совет, где должен быть рассмотрен в течение 14 дней.
- В вопросах, касающихся обычных законопроектов, решающее значение имеет мнение Законодательного собрания, совместные заседания в таких случаях не проводятся. В таких случаях Законодательный совет может отложить принятие законопроекта не более,чем на четыре месяца (на три месяца при вынесении законопроекта на рассмотрение в первый раз и на один месяц при его повторном рассмотрении).
- Законодательное собрание штата имеет право создавать или упразднять Государственный Законодательный совет путем принятия соответствующего решения либо большинством голосов, либо не менее двух третей голосов присутствующих и участвующих в голосовании членов палаты.[3]

## Список Законодательных собраний штатов
| Законодательное собрание                                    | Столица штата    | Количество мест |
| ----------------------------------------------------------- | ---------------- | --------------- |
| Законодательное собрание Аруначал - Прадеш                  | Итанагар         | 60              |
| Законодательное собрание штата Ассам                        | Диспур           | 126             |
| Законодательное собрание Андхра-Прадеш                      | Хайдарабад       | 175             |
| Законодательное собрание Уттар-Прадеш                       | Лакхнау          | 403             |
| Законодательное собрание штата Уттаракханд                  | Дехрадун         | 71              |
| Законодательное собрание штата Орисса                       | Бхубанешвар      | 147             |
| Законодательное собрание штата Карнатака                    | Бангалор         | 225             |
| Законодательное собрание штата Керала                       | Тируванантапурам | 141             |
| Законодательное собрание штата Гуджарат                     | Гандинагар       | 182             |
| Законодательное собрание штата Гоа                          | Панаджи          | 40              |
| Законодательное собрание штата Чхаттисгарх                  | Райпур           | 90              |
| Законодательное собрание союзной территории Джамму и Кашмир | Сринагар         | 87              |
| Законодательное собрание штата Джаркханд                    | Ранчи            | 82              |
| Законодательное собрание штата Тамилнад                     | Ченнаи           | 235             |
| Законодательное собрание штата Телингана                    | Хайдарабад       | 119             |
| Законодательное собрание штата Трипура                      | Агартала         | 60              |
| Законодательное собрание союзной территории Дели            | Нью-Дели         | 70              |
| Законодательное собрание штата Нагаланд                     | Кохима           | 60              |
| Законодательное собрание штата Пенджаб                      | Чандигарх        | 117             |
| Законодательное собрание штата Западная Бенгалия            | Калькутта        | 295             |
| Законодательное собрание союзной территории Пондичерри      | Пондичерри       | 30              |
| Законодательное собрание штата Бихар                        | Патна            | 243             |
| Законодательное собрание штата Манипур                      | Импхал           | 60              |
| Законодательное собрание Мадхья - Прадеш                    | Бхопал           | 230             |
| Законодательное собрание штата Махараштра                   | Мумбаи           | 280             |
| Законодательное собрание штата Мизорам                      | Аиджал           | 40              |
| Законодательное собрание штата Мегхалая                     | Шиллонг          | 60              |
| Законодательное собрание штата Раджастхан                   | Джайпур          | 200             |
| Законодательное собрание штата Сикким                       | Гангток          | 32              |
| Законодательное собрание штата Харьяна                      | Чандигарх        | 90              |
| Законодательное собрание Химачал-Прадеш                     | Шимла            | 68              |
| Всего                                                       | -                | 4121            |

## Упраздненные Законодательные собрания штатов
| Законодательное собрание                                     | Местонахождение | Год основания | Год упразднения | Примечание                                         |
| ------------------------------------------------------------ | --------------- | ------------- | --------------- | -------------------------------------------------- |
| Законодательное собрание штата Бомбей                        | Бомбей          | 1937          | 1960            | Упразднено Актом о реорганизации штата Бомбей,1960 |
| Законодательное собрание штата Кург                          | Меркара         | 1950          | 1956            | Упразднено Актом о реорганизации штатов,1956       |
| Законодательное собрание штата Патиала и Восточного Пенджаба | Патиала         | 1950          | 1956            | Упразднено Актом о реорганизации штатов,1956       |